# Dakota Joshua
Dakota Joshua (né le 15 mai 1996 à Dearborn, dans le Michigan aux États-Unis) est un joueur professionnel américain de hockey sur glace. Il évolue au poste de centre.

## Biographie

### En club
Il est repêché en 5e ronde, 128e au total, par les Maple Leafs de Toronto au repêchage d'entrée dans la LNH 2014. 
Les Maple Leafs échangent ses droits aux Blues de Saint-Louis en retour de considérations futures, le 12 juillet 2019. Il dispute la saison 2019-2020 avec le Rampage de San Antonio et les Oilers de Tulsa dans la ECHL. La saison suivante, il joue 6 matchs avec les Comets d'Utica et prend part à son premier match en carrière dans la LNH, le 1er mars 2021, face aux Ducks d'Anaheim, rencontre durant laquelle il inscrit son premier but dans la LNH.
À la fin de la saison 2021-2022, il ne reçoit pas de nouvelle offre de contrat de la part des Blues et devient agent libre sans compensation. Le 13 juillet 2022, il signe une entente de 2 ans avec les Canucks de Vancouver.

## Statistiques

### En club
| Saison     | Équipe                      | Ligue      |     | Saison régulière | Saison régulière | Saison régulière | Saison régulière | Saison régulière |   | Séries éliminatoires | Séries éliminatoires | Séries éliminatoires | Séries éliminatoires | Séries éliminatoires |
| Saison     | Équipe                      | Ligue      | PJ  | B                | A                | Pts              | Pun              | PJ               | B | A                    | Pts                  | Pun                  |                      |                      |
| 2012-2013  | USNTDP                      | USHL       | 6   | 2                | 0                | 2                | 2                | -                | - | -                    | -                    | -                    |                      |                      |
| 2012-2013  | Stampede de Sioux Falls     | USHL       | 1   | 0                | 1                | 1                | 0                | -                | - | -                    | -                    | -                    |                      |                      |
| 2013-2014  | Stampede de Sioux Falls     | USHL       | 55  | 17               | 21               | 38               | 58               | 3                | 0 | 0                    | 0                    | 8                    |                      |                      |
| 2014-2015  | Stampede de Sioux Falls     | USHL       | 52  | 20               | 24               | 44               | 74               | 11               | 4 | 9                    | 13                   | 38                   |                      |                      |
| 2015-2016  | Buckeyes d'Ohio State       | B1G        | 29  | 5                | 12               | 17               | 50               | -                | - | -                    | -                    | -                    |                      |                      |
| 2016-2017  | Buckeyes d'Ohio State       | B1G        | 33  | 12               | 23               | 35               | 58               | -                | - | -                    | -                    | -                    |                      |                      |
| 2017-2018  | Buckeyes d'Ohio State       | B1G        | 34  | 15               | 11               | 26               | 32               | -                | - | -                    | -                    | -                    |                      |                      |
| 2018-2019  | Buckeyes d'Ohio State       | B1G        | 32  | 9                | 13               | 22               | 67               | -                | - | -                    | -                    | -                    |                      |                      |
| 2019-2020  | Rampage de San Antonio      | LAH        | 30  | 3                | 4                | 7                | 25               | -                | - | -                    | -                    | -                    |                      |                      |
| 2019-2020  | Oilers de Tulsa             | ECHL       | 20  | 3                | 8                | 11               | 4                | -                | - | -                    | -                    | -                    |                      |                      |
| 2020-2021  | Comets d'Utica              | LAH        | 6   | 2                | 1                | 3                | 2                | -                | - | -                    | -                    | -                    |                      |                      |
| 2020-2021  | Blues de Saint-Louis        | LNH        | 12  | 1                | 0                | 1                | 7                | -                | - | -                    | -                    | -                    |                      |                      |
| 2021-2022  | Thunderbirds de Springfield | LAH        | 35  | 9                | 11               | 20               | 23               | 18               | 7 | 8                    | 15                   | 58                   |                      |                      |
| 2021-2022  | Blues de Saint-Louis        | LNH        | 30  | 3                | 5                | 8                | 16               | 1                | 0 | 0                    | 0                    | 0                    |                      |                      |
| 2022-2023  | Canucks de Vancouver        | LNH        | 79  | 11               | 12               | 33               | 60               | -                | - | -                    | -                    | -                    |                      |                      |
| 2023-2024  | Canucks de Vancouver        | LNH        | 63  | 18               | 14               | 32               | 60               | 13               | 4 | 4                    | 8                    | 10                   |                      |                      |
| Totaux LNH | Totaux LNH                  | Totaux LNH | 184 | 33               | 31               | 64               | 143              | 14               | 4 | 4                    | 8                    | 10                   |                      |                      |

## Trophées et honneurs personnels

### USHL
- 2014-2015 :
  - Champion de la Coupe Clark.